# Dahmetal
Dahmetal là một đô thị thuộc huyện Teltow-Fläming, bang Brandenburg, Đức. Đô thị Dahmetal có diện tích 41,48 km², dân số thời điểm 31 tháng 12 năm 2006 là 528 người.